# 125 a.C.

## Eventos
- Marco Pláucio Hipseu e Marco Fúlvio Flaco, cônsules romanos.[1][2]
- Começa a intervenção romana na Gália Transalpina, que terminaria com a anexação completa da região anos mais tarde.
  - Sob a liderança de Marco Fúlvio Flaco, os romanos marcham até Massília, aliada de Roma, para ajudar na luta contra salúvios e vocôncios.